# Standard Elektrik Lorenz
La Standard Elektrik Lorenz AG, nota anche con l'acronimo SEL (oggi Alcatel-Lucent Deutschland AG), è un'azienda tedesca che opera nell'ambito dell'ingegneria delle telecomunicazioni e delle tecnologie dell'informazione e della comunicazione. Ha sede a Stoccarda.

## Storia
Le origini della compagnia vengono fatte risalire al 1880, quando a Berlino furono fondate la Mix & Genest ad opera degli ingegneri Wilhelm Mix e Werner Genest, ed  una ditta dell'ingegnere ed inventore Carl Lorenz, che rilevata nel 1890 da Robert Held , nel 1906 divenne C. Lorenz AG.
Entrambe erano specializzate nella costruzione di telegrafi, e facevano parte della Standard Elektrizitäts-Gesellschaft.
Con lo sviluppo della radiodiffusione degli anni venti del XX secolo, la Lorenz avviò la costruzione di stazioni radio, e dal 1923 di apparecchi radiofonici.
Nel 1930 le due ditte berlinesi vennero rilevate dalla statunitense ITT Corporation. Nel 1940 la Lorenz acquisì il controllo della Schaub Apparatenbau GmbH di Pforzheim nel Baden-Württemberg, fondata nel 1921 da Georg Schaub.
Nel 1956 la società fu rinominata Standard Elektrik AG (SEG), e nello stesso anno fu creata una fabbrica di cavi elettrici. L'anno dopo l'azienda estese le sue attività all'informatica, la cui divisione fu diretta da Karl Steinbuch.
Nel 1958 avvenne la fusione tra la Standard Elektrik AG e la C. Lorenz AG, dando vita alla Standard Elektrik Lorenz (SEL). La nuova società rilevò nel 1961 la Graetz.
Nel 1987 la ITT Corporation, sua controllante, cedette la maggioranza del capitale della SEL alla multinazionale francese Compagnie générale d'électricité. Nel 1993 la società divenne Alcatel SEL AG.
Dal 2006 a seguito della fusione tra la Alcatel e la Lucent Technologies, la società ha la denominazione Alcatel-Lucent Deutschland AG.

## Schaub-Lorenz

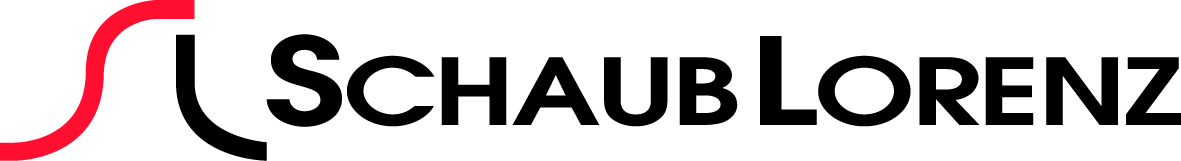
Il marchio Schaub-Lorenz

Il marchio Schaub-Lorenz nacque nel 1955 e fu utilizzato per gli apparecchi dell'elettronica di consumo prodotti dall'azienda tedesca. Sei anni più tardi fu utilizzato anche il marchio Graetz.
I prodotti, che comprendevano televisori, radio, autoradio, registratori a cassette e gli altoparlanti, furono commercializzati dal 1979 con il marchio ITT Schaub-Lorenz.
Nel 1987 la divisione fu ceduta alla finlandese Nokia. La multinazionale scandinava abbandonò il settore elettronico di consumo diversi anni più tardi, e nel 1999 il marchio venne acquisito dall'italiana General Trading S.p.A..
Dal 2007 il marchio è di proprietà della Schaub Lorenz International GmbH di Vienna, con il quale vengono commercializzati prodotti finiti audio/video, grandi e piccoli elettrodomestici importati dall'Estremo Oriente.